# Ofuscació (llenguatge)
|  | No s'ha de confondre amb Ofuscació de codi. |

Dins de l'entorn de la comunicació o del llenguatge, l'ofuscació o ofuscament (en anglès: Obfuscation), és l'enfosquiment del significat previst d'una comunicació fent que el missatge sigui difícil d'entendre, generalment amb un llenguatge confús i ambigu. L'ofuscament pot ser no intencionat o intencional (tot i que la intenció sol ser connotada), i s'aconsegueix amb un circumloqui (parlant sobre el tema), l'ús de l'argot tècnic (llenguatge tècnic d'una professió determinada) o bé l'ús d'un argot o llenguatge de grup, d'un valor comunicatiu limitat per als de fora del grup.
En l'escriptura expositiva, la ofuscació no intencionada sol produir-se en els esborranys de documents, al començament de la composició ; aquesta ofuscació s'il·lumina amb el pensament crític i la revisió editorial, ja sigui per part de l'escriptor o per part de l'editor. Etimològicament, la paraula ofuscació deriva del llatí obfuscatio, d'obfuscāre (enfosquir) ; els sinònims inclouen les paraules ennuvolament i abstrusitat 

## Etimologia
el terme ofuscació, un neologisme de manlleu lèxic de l'anglès obfuscation procedent del llatí obfuscare (construït amb ob : davant, fuscus : fosc). Es pot emprar el seu sinònim ofuscament, amb el mateix origen, o bé opacificació o emmascarament.

## Fons
Els metges utilitzent molt sovint l'argot mèdic per ocultar fets desagradables a un pacient; l'autor i metge nord-americà Michael Crichton va dir que l'escriptura mèdica és un "intent molt hàbil i calculat de confondre el lector". El psicòleg BF Skinner va dir que la notació mèdica és una forma de control d'audiència múltiple, que permet al metge comunicar al farmacèutic coses a les quals el pacient podria oposar-se si pogués entendre l'argot mèdic.

## "Eschew"
"Eschew opfuscation" (ofuscació esquivant o, adherint elucidació), és una regla humorística utilitzada per alguns professors d'anglès quan donen conferències sobre tècniques d'escriptura adequades. Literalment, la frase significa "evitar ser poc clar", però l'ús de paraules relativament poc freqüents provoca confusió en bona part de l'audiència (els que no tenen un vocabulari prou extens), fent de l'afirmació un exemple d'ironia, i més concretament una frase heterològica. La frase ha aparegut impresa almenys ja l'any 1959, quan es va utilitzar com a encapçalament de secció en un document de la NASA.
Una frase similar anterior apareix a "Fenimore Cooper's Literary Offenses" de Mark Twain, on enumera la regla catorze de la bona escriptura com "eschew surplusage". ("evitar l'excedent ").

## Comunicació segura
L'ofuscació de la comunicació oral o escrita aconsegueix un grau de comunicació segura sense necessitat de dependre de la tecnologia. Aquesta tècnica de vegades es coneix com a ""talking around"" i és una forma de seguretat per la foscor.
Un exemple notable d'ofuscació de la comunicació escrita és un missatge enviat pel líder dels atacs de l'11 de setembre, Mohamed Atta, a altres conspiradors abans que es produïssin els atacs:
| «              | The semester begins in three more weeks. We've obtained 19 confirmations for studies in the faculty of law, the faculty of urban planning, the faculty of fine arts and the faculty of engineering. | » |
| — Mohamed Atta | |   |

En aquest missatge ofuscat, es creu que existeixen les paraules de codi següents:
- "semester" es refereix als atemptats prevists per l'11 de setembre
- "19 confirmations" es refereix als segrestadors dels atacs de l'11 de setembre
- "faculty of law" es refereix a un objectiu, el Capitoli dels Estats Units
- "faculty of urban planning" es refereix a un objectiu, el World Trade Center
- "faculty of fine arts" es refereix a un objectiu, la Casa Blanca
- "faculty of engineering"es refereix a un objectiu, el Pentàgon

Dins del tràfic il·legal de drogues, l'ofuscació s'utilitza habitualment en la comunicació per ocultar l'ocurrència del tràfic de drogues. Un exemple notable és l'ús de "420" com a paraula clau per referir-se al consum de cànnabis, una activitat que malgrat els canvis de legalització, abans era il·legal a la majoria de jurisdiccions. La Drug Enforcement Administration va informar el juliol de 2018 d'un total de 353 paraules de codi diferents utilitzades per al cànnabis.

## "Hundertfünfundsiebzig"
Al segle passat a Alemanya, d'una forma molt estesa i coneguda pels nadius, però no gaire pels forans, per referir-se a un homosexual es solia emprar el terme "hundertfünfundsiebzig", parafrassejant l'article 175, avui ja abolit, del codi penal de l'Alemanya Nazi (Paragraph 175), que condemnava l'homosexualitat.

## "Cinq lettres"
En francès en entorns fins per no emprar la paraula "Merde" també es coneix com "le mot de cinq lettres" o simplement "cinq lettres", és curiós que en un annex d'un article sobre llenguatges de programació no s'atreveixen a dir-ho i empren un circumloqui:
"Parce que pour les Français, les termes « un mot de cinq lettres » ne désignent pas n'importe quel mot de la longueur indiquée, mais un mot bien particulier."

## Criptografia de caixa blanca
En la criptografia de caixa blanca, l'ofuscació es refereix a la protecció de l'extracció de les claus criptogràfiques quan estan sota el control de l'adversari, per exemple, com a part d'un esquema DRM.

## Seguretat de la xarxa
En seguretat de xarxa, l'ofuscació es refereix als mètodes utilitzats per ocultar una càrrega útil d'atac de la inspecció per part dels sistemes de protecció de la xarxa.

## En la cultura popular
- A Animal Farm, els porcs com Squealer i Snowball utilitzen la ofuscació per confondre els altres animals amb doble parla per tal d'evitar cap aixecament.